# Kramatorsk
Kramatorsk (en ukrainien : Краматорськ, Kramatorsʹk ; en russe : Краматорск, Kramatorsk) est une ville industrielle et capitale régionale de facto de l'oblast de Donetsk, en Ukraine. Sa population s'élevait à 45 000 habitants en 2025.

## Géographie
Kramatorsk est située dans le bassin houiller du Donbass. Elle est arrosée par la Kazenny Torets, un affluent du Donets, et se trouve à 75 km au nord-ouest de la ville de Donetsk et à 542 km au sud-est de Kiev. Elle fait partie d'une région très urbanisée qui comprend également les villes de Sloviansk, à 12 km au nord, et Droujkivka, à 10 km au sud.

### Communauté urbaine
La ville regroupe autour d'elle une communauté urbaine, notamment composée à l'ouest des communes urbaines de Iasna Poliana, Oleksandrivka et Chabelkivka, au nord des communes urbaines de Bilenke et de Iasnohirka, au sud des communes urbaines de Krasnotorka et de Malotaranivka.

## Histoire
La ville de Kramatorsk a pour origine la gare de Kramatorsk construite en 1868. Autour de la gare, furent construits une école, un bureau de poste et de télégraphe. Puis la gare s’agrandit avec la construction d’une nouvelle ligne de chemin de fer. Dans le bourg furent mis en activité de petites entreprises métallurgiques, un moulin à vapeur, une minoterie, des ateliers de forge. En 1892, la société allemande « V. Fitzner et K. Gamper » entreprit la construction d'une usine de constructions mécaniques, qui fabriqua de l'équipement simple pour les chemins de fer et les mines. En 1898 des hauts-fourneaux commencèrent à produire de la fonte.

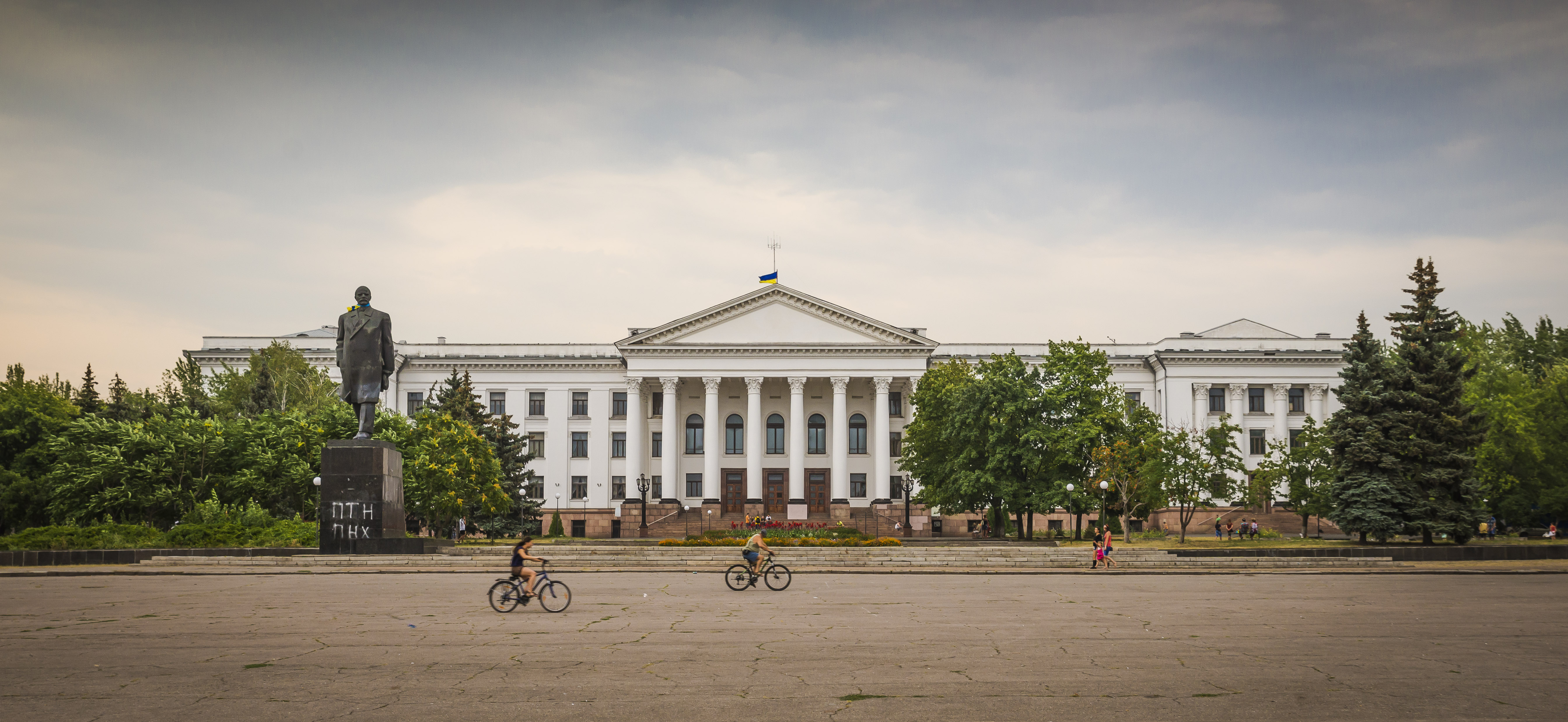
1965, construction du palais de la culture et de la technologie NKMZ classé et statue de Lénine classé.

Au début du XXe siècle, Kramatorsk dépassait 12 000 habitants et comptait un hôpital et deux écoles. La ville se modernise peu à peu et possède un central téléphonique interurbain, un club de football et une salle de cinéma à la veille de la Première Guerre mondiale.
L'usine de constructions mécaniques se dote d'un four Martin en 1905 et sa production de fonte atteint 159 000 tonnes en 1911, celle d'acier 60 000 tonnes. L'usine se spécialise dans la fabrication d'équipements pour usines métallurgiques et mines de houille. Dans ses ateliers, on répare également les locomotives et les wagons de chemin de fer. Pendant la Première Guerre mondiale, l'usine fait partie du syndicat Snaryadsoyouz et répond à des commandes militaires. Interrompue pendant la guerre civile, la production reprend en 1920.

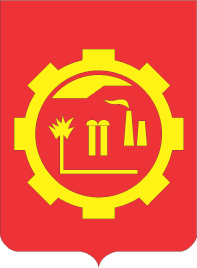
Blason de Kramatorsk à l'époque de l'URSS.

En 1926, Kramatorsk accède au statut de commune urbaine. En 1929, dans le cadre du Premier Plan quinquennal, est décidée la création de la grande Usine de constructions mécaniques lourdes de Novokramatorsk. À partir de 1934, cette usine, connue sous le nom de NKMZ, fabrique de l'équipement pour des fours Martin, des hauts fourneaux, des installations de blooming, des laminoirs, de l'équipement minier et des batteries de cokerie. La centrale électrique Dnieprogues, les usines sidérurgiques Zaporojstal et Amourstal, le Combinat métallurgique de Magnitogorsk et le métro de Moscou sont ainsi partiellement équipés par l'usine NKMZ.
En 1937, la première ligne de tramway entre en service dans la ville. La même année est créée l’école technique de mécanique de Kramatorsk. À la veille de la Seconde Guerre mondiale, Kramatorsk compte 94 000 habitants, dont plus de 30 000 ouvriers et 5 000 techniciens et ingénieurs. Un quartier nommé Novokramatorsk est construit pour les travailleurs de l'usine NKMZ.
Après l'invasion de l'Union soviétique par l'Allemagne nazie, la ville de Kramatorsk est occupée par les troupes allemandes le 20 octobre 1941. Une contre-offensive de l'Armée rouge reprend la ville pendant plusieurs semaines, avant le retour des Allemands à la fin de février 1942. Sous l'occupation allemande, les Einsatzgruppen assassinent la communauté juive locale par des exécutions de masse. La ville est définitivement reprise le 6 septembre 1943 par l'Armée rouge.
Après la Seconde Guerre mondiale, les entreprises détruites sont reconstruites et de nouvelles usines sont mises en service à Kramatorsk (Energomasspetsstal, Elektrolampovyi, Alpha, etc.). Le Palais de la culture et de la technique NKMZ est inauguré en 1965. Trois années plus tard, la ville célèbre le centenaire de sa fondation.
Aux élections présidentielles de 2004 la ville vote à 87,94 % pour Viktor Ianoukovytch, candidat du Parti des régions, favorable au maintien de liens étroits avec la Russie, alors que Viktor Iouchtchenko, candidat du parti Notre Ukraine, n’obtient que 9,35 % des voix.

### Agitations d'avril-juillet 2014
Après la révolution de Maïdan (2013-2014), le 13 avril 2014 la mairie est prise par les partisans de l'annexion du Donbas à la Russie. Le président par intérim de l'Ukraine Oleksandr Tourtchynov annonce le 14 avril 2014 le début des « opérations anti-terroristes ». L'armée ukrainienne déploie le 15 avril 2014 des hélicoptères pour débarquer des forces armées. Dans la soirée du 15 avril 2014, quatre à onze civils, selon les sources, auraient été tués dans les combats à l'aérodrome de Kramatorsk, informations démenties le lendemain : on parle plutôt de deux morts. Le petit aérodrome local est aux mains des militaires ukrainiens. Les pro-russes bloquent en fin de journée du 16 l'avancée d'une colonne de dix véhicules envoyés par le gouvernement d'une base de Dnipropetrovsk. Le 17 avril, le gouvernement ukrainien interdit le passage des hommes russes de 16 à 60 ans en Ukraine et le 18 avril coupe les retransmissions de la télévision russe à Kramatorsk et dans d'autres villes Le 3 mai 2014, six personnes sont tuées au cours des combats. La ville est bombardée par l'armée ukrainienne, dans la nuit du 9 au 10 juin 2014. Le 16 juin 2014, une dizaine de civils meurent et plus d'une dizaine d'autres sont blessés dans un assaut mené par les forces gouvernementales, près de Kramatorsk.
La ville est reprise par l'armée régulière ukrainienne le 5 juillet 2014.
Depuis le 11 octobre 2014, la ville de Kramatorsk est la capitale de l'oblast de Donetsk, accueillant le siège de son administration régionale et son gouverneur.

### Année 2015
Des combats reprennent aux alentours début février 2015. Le 9 février, alors que les diplomates occidentaux, ukrainiens et russes essaient de parvenir à un nouveau compromis de paix à Minsk, les séparatistes pro-russes bombardent la ville, qui abrite l'état-major de l'armée ukrainienne, au moyen d'un lance-roquettes russe Tornado, depuis la ligne de front de Horlivka, faisant 15 morts et au moins 63 blessés, tout en démentant toute implication.

### Invasion russe de 2022
Un mois après le début de l'invasion de l'Ukraine par la Russie, la population civile est appelée à quitter la ville en vue de combats imminents dans la région.
Le 8 avril, deux missiles russes de type OTR-21 Tochka frappent la gare, dans laquelle se pressait sur les quais une population civile qui fuyait la zone des combats. L'attaque fait 57 morts et 109 blessés.
Ce bombardement a soulevé une émotion mondiale, dont la réaction du président des États-Unis Joe Biden et du ministre français des affaires étrangères Jean-Yves Le Drian qui a qualifié ce bombardement russe de crime contre l'humanité.

## Population

### Démographie
La population de Kramatorsk dépassa 200 000 habitants au début des années 1990, puis les graves difficultés économiques qui suivirent l'indépendance de l'Ukraine entraînèrent un net déclin démographique. La population totale le la municipalité (міськрада, mis'krada) de Kramatorsk était de 197 752 en 2013.
Recensements (*) ou estimations de la population :
| 1897*  | 1923* | 1926*  | 1933   | 1939*  | 1959*   | 1970*   |
| ------ | ----- | ------ | ------ | ------ | ------- | ------- |
| 12 000 | 6 476 | 12 305 | 78 000 | 94 114 | 115 385 | 149 832 |

| 1979*   | 1989*   | 1994    | 2001*   | 2012    | 2013    | 2014    |
| ------- | ------- | ------- | ------- | ------- | ------- | ------- |
| 178 163 | 198 094 | 202 700 | 181 025 | 165 469 | 164 283 | 162 811 |

| 2015    | 2016    | 2017    | 2018    | 2019    | 2020    | 2021    |
| ------- | ------- | ------- | ------- | ------- | ------- | ------- |
| 160 895 | 159 445 | 157 627 | 155 607 | 153 911 | 152 120 | 150 084 |

### Éducation
L'Académie nationale de génie civil et d'architecture du Donbas, les écoles N° 1 et N° 6.
Le musée d'art de Kramatorsk, le musée régional du Donetsk à Kramatorsk et le musée d'histoire de Kramatorsk.

### Composition ethnique
Selon le recensement de 2001, la composition ethnique de la population de Kramatorsk se répartissait entre 70,2 % d'Ukrainiens, 26,9 % de Russes, 0,7 % de Biélorusses, 0,6 % d'Arméniens, 0,2 % d'Azerbaïdjanais, 0,1 % de Juifs.
La langue russe est la langue maternelle de 63,4 % des habitants et l'ukrainien de 36,0 %. La langue russe est parlée et comprise par les deux communautés linguistiques.

## Galerie d'images

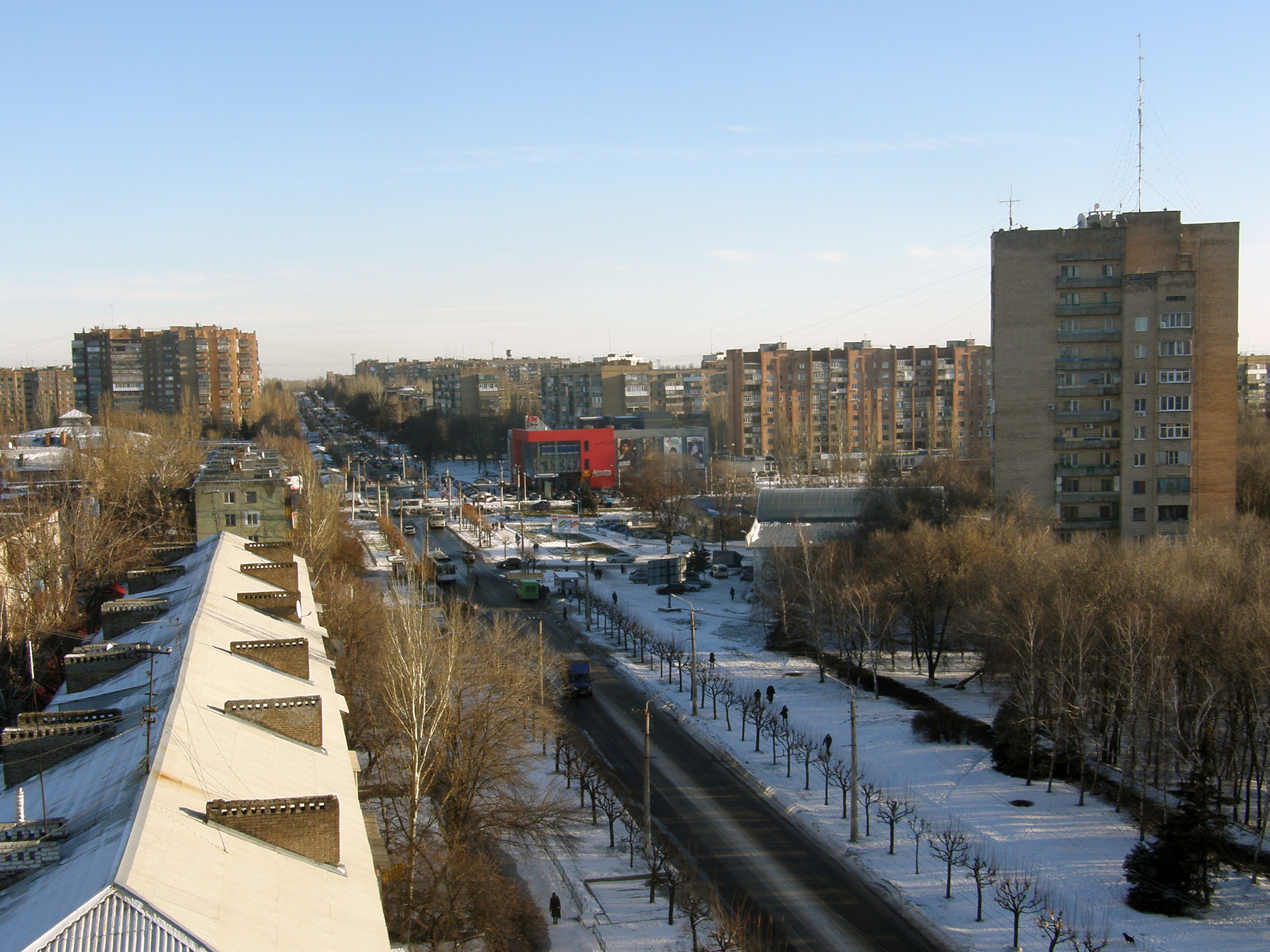
Vue de la rue du Parc (Parkovaïa).
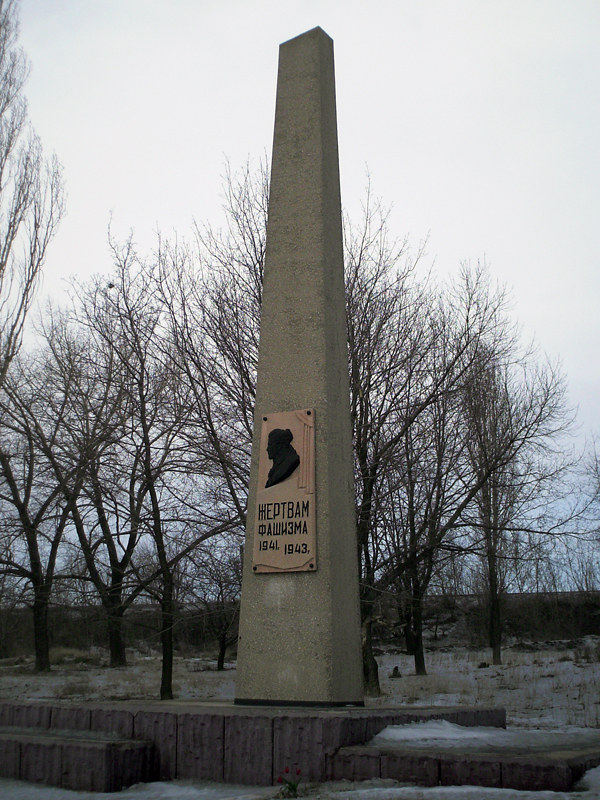
Obélisque en l'honneur des victimes du nazisme, au pied de la montagne Melovaïa classé[19].
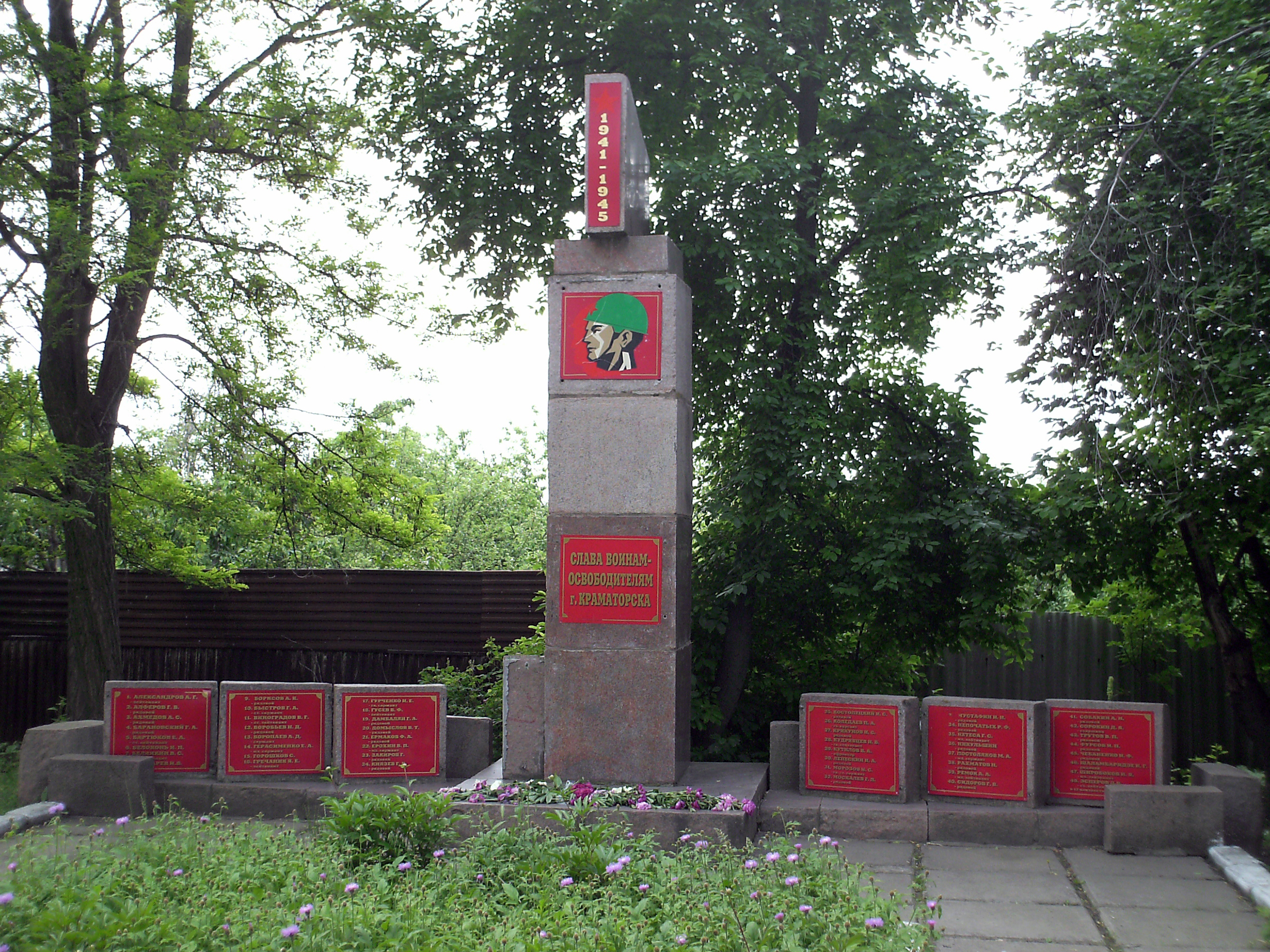
Monument aux morts de soixante soldats de l'Armée rouge à l'école no 18 classé[20].
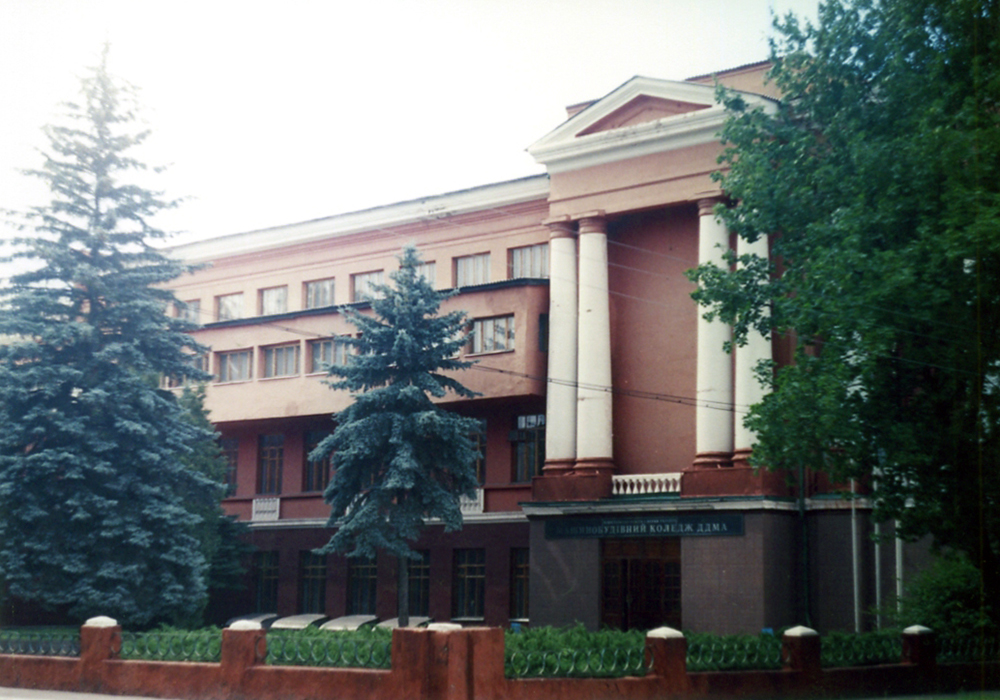
Collège universitaire de construction mécanique DDMA.
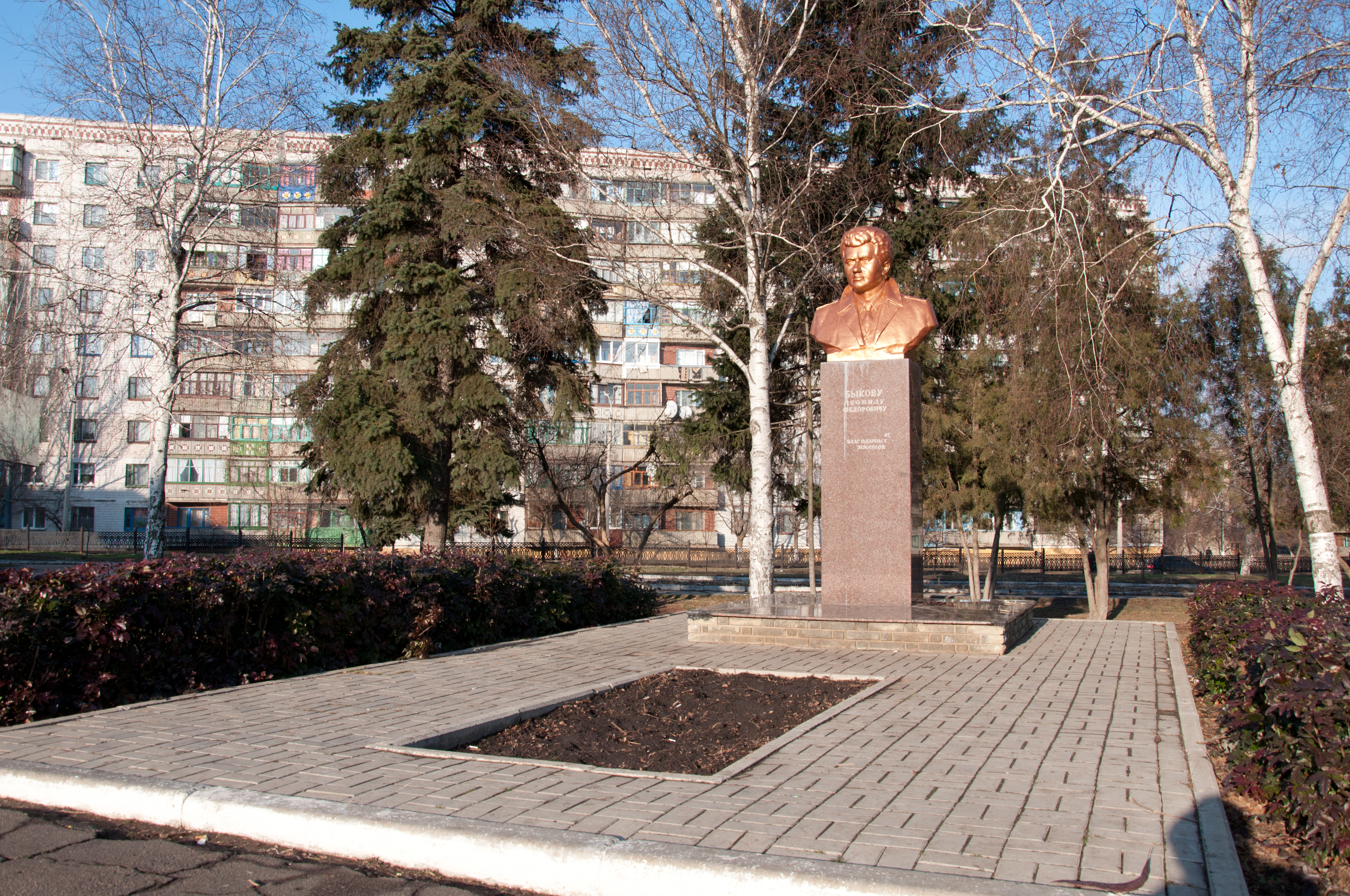
Buste de l'acteur Leonid Bykov (1928-1979), natif de Kramatorsk classé[21].
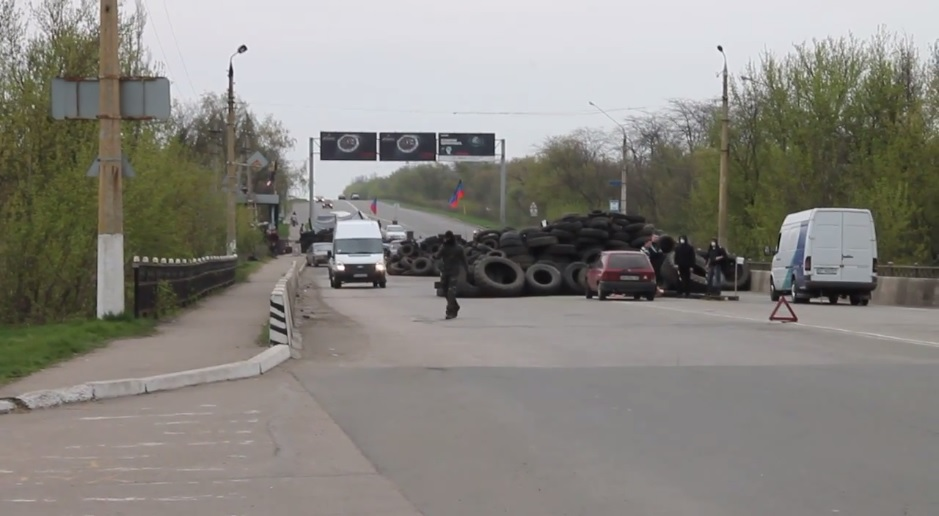
Printemps 2014 : point de passage à la sortie de la ville tenu par les partisans de la république autoproclamée de Donetsk.